# Vihorlat (geomorfologický podcelek)
Vihorlat je geomorfologický podcelek Vihorlatských vrchů. Nejvyšší bod podcelku je stejnojmenný vrch, dosahující výšky 1076 m n. m. Velká část území je součástí VVP Valaškovce.

## Vymezení
Podcelek zabírá centrální, nejvyšší část pohoří. Severním směrem sousedí Beskydské predhorie a jeho podcelky Ublianská pahorkatina a Humenské podolie, jižním směrem území klesá do Východoslovenské pahorkatiny s podcelkem Podvihorlatská pahorkatina. Vihorlatské vrchy pokračují východním směrem podcelkem Popriečny, severozápadním směrem navazují Humenské vrchy. 

## Dělení
Podcelek se dělí na tři části:
- Kyjovská planina
- Vihorlatská hornatina
- Jasenovská hornatina

## Vybrané vrcholy
- Vihorlat (1076 m n. m.) - nejvyšší vrchol území
- Nežabec (1023 m n. m.)
- Motrogon (1018 m n. m.)
- Sninský kámen (1006 m n. m.)
- Trstie (951 m n. m.)

## Ochrana přírody
Velká část podcelku je součástí Chráněné krajinné oblasti Vihorlat a v této části pohoří je množství maloplošných chráněných území, mezi nimi:
- Kyjovský prales - národní přírodní rezervace
- Vihorlat - národní přírodní rezervace
- Motrogon - národní přírodní rezervace
- Morské oko - národní přírodní rezervace
- Vinianská stráň - přírodní rezervace [2]